# Gregor Bermbach

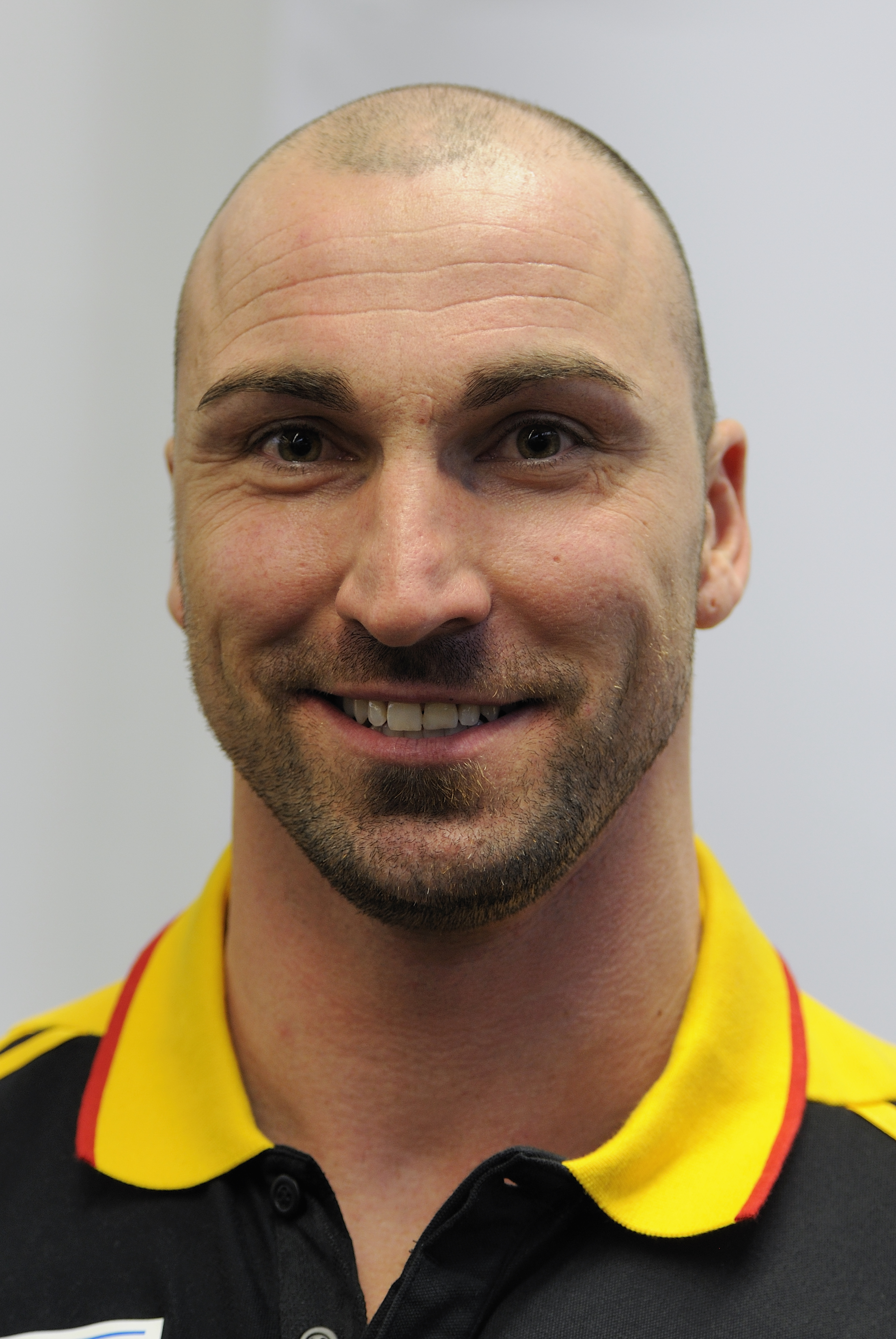
Gregor Bermbach (2014).

Gregor Bermbach (* 17. Februar 1981) ist ein deutscher Bobsportler.
Der Bad Reichenhaller Gregor Bermbach begann 2005 als Anschieber im Bobsport. Seit 2006 gehört er zum deutschen Nationalkader. Er gab seinen internationalen Einstand als Zehntplatzierter bei einem Rennen im Bob-Europacup mit Manuel Machata in Cesana Pariol. In der folgenden Saison wechselte er ins Team von Karl Angerer. Im Dezember 2007 trat er mit ihm erstmals Calgary in einem Viererbob-Rennen im Bob-Weltcup an und wurde 14. Im Januar 2008 gewann das Team ein Europacup-Rennen in Park City. Weitere Siege folgten im November 2008 in Igls sowohl im Zweier- als auch im Viererbob. Bei der zweiten Weltcupstation der Saison 2008/09 in Altenberg gewann der Großbob Angerers mit Bermbach überraschend den Weltcup und profitierte dabei vom Abbruch des Rennens nach dem Sturz eines anderen Bobs im zweiten Durchgang. Bei den Olympischen Winterspielen 2010 wurde er mit Angerer Neunter im Zweierbob.